# Нет отпуска для господина мэра
«Нет отпуска для господина мэра» — французский кинофильм с Луи де Фюнесом.

## Сюжет
Чтобы избежать продажи кабаре своего дяди, Анни соглашается выйти замуж за его делового партнёра Адольфа. Но, познакомившись с певцом Филиппом, она без памяти влюбляется в него. Вскоре у неё появляются подозрения, что у Филиппа есть женщина, но с помощью своих друзей ему удаётся доказать ей, что он действительно тот мужчина, о котором она мечтала…

## В ролях
- Андре Клаво — Филипп
- Луи де Фюнес — консультант
- Дарио Морено — махараджа
- Грегуар Аслан — г-н Бодубек
- Альбер Дювале — мэр
- Жак Эммануэль — Адольф
- Фернанда Монтель — Махарани
- Сильви Пелайо — Энни
- Фред Паскуали — Тракассен
- Ноэль Роквер — дядя Иоахим